# Немачка на Песми Евровизије 2022.
Немачка ће учествовати на Песми Евровизије 2022 у Торину, у Италији. Немачка у 2022. години бира свог представника кроз такмичење под називом Немачка 12 поена.

## Немачка 12 поена
Немачка 12 поена (Germany 12 Points) биће такмичење које ће изабрати немачку песму за Песму Евровизије 2022. Такмичење ће се одржати 4. марта 2022. у Студију Берлин Адлерсхоф у Берлину, чија ће презентерка бити Барбара Шенебергер.

### Учесници
Заинтересовани извођачи и композитори могли су да доставе своје радове на конкурс у периоду од 4. новембра 2021. до 30. новембра 2021.  По завршетку конкурса, објављено је да је НДР примо 944 пријаве.  25 пријава ушло је у ужи избор од стране четрдесетшесточлане комисије коју чине Александра Волфсласт (предводница немачке делегације за Песму Евровизије) и пет представника сваког од девет радио канала АРД: Антенне Бранденбург, Бајерн 3, Бремен 4, хр3, МДР Скок, НДР 2, СР 1, СВР 3 и ВДР 2. Извођачи који учествују су били одабрани током финалног круга кастинга одржаног у Берлину у јануару 2022. и биће објављени 10. фебруара 2022.

### Финале
Телевизијско финале ће се одржати 4. марта 2022. Победник ће бити изабран путем јавног гласања, укључујући опције за фиксни, СМС и онлајн гласање. За онлајн гласање, корисници ће моћи да гласају преко званичних веб страница девет радио канала АРД између 28. фебруара 2022. и 4. марта 2022. 

## Рефренце
1. ↑  „REVEALED: the 41 countries joining Eurovision in Turin 2022”. Eurovision.tv (на језику: енглески). Приступљено 20. 10. 2021.
2. 1 2 3  „"Germany 12 Points": Deutscher ESC-Vorentscheid live aus Berlin”. Eurovision.de (на језику: немачки). ARD. Приступљено 2022-01-18.
3. ↑  „Bewirb dich jetzt für den deutschen ESC-Vorentscheid 2022”. Eurovision.de (на језику: немачки). ARD. 2021-11-04. Архивирано из оригинала 04. 11. 2021. г. Приступљено 2021-11-04.
4. ↑  „ESC 2022: Fragen und Antworten zur Bewerbung”. Eurovision.de (на језику: немачки). ARD. 2021-11-04. Архивирано из оригинала 28. 11. 2021. г. Приступљено 2021-11-05.
5. ↑  „Television meets radio for the German selection 📻”. Eurovision.tv. EBU. 2021-11-04. Архивирано из оригинала 05. 11. 2021. г. Приступљено 2021-11-05.
6. ↑  Hertlein, Benjamin (2021-11-03). „Unser Lied für Turin: Deutschland im Jahr 2022 wieder mit richtiger ESC-Vorentscheidung”. ESC kompakt (на језику: немачки). Архивирано из оригинала 04. 11. 2021. г. Приступљено 2021-11-03.
7. ↑  „Deutsche Vorentscheidung „Germany 12 points“ mit Barbara Schöneberger und Live-Publikum am 4. März 2022”. ESC Kompakt (на језику: немачки). 18. 1. 2022. Приступљено 18. 1. 2022.
8. ↑  „"Germany 12 Points": Deutscher ESC-Vorentscheid live aus Berlin”. Eurovision.de (на језику: немачки). ARD. Приступљено 2022-01-18.""Germany 12 Points": Deutscher ESC-Vorentscheid live aus Berlin". Eurovision.de (in German). ARD. Retrieved 18 January 2022.